# Johann Karl August Musäus
Johann Karl August Musäus ou Musaeus (Iéna, 29 mars 1735 - Weimar, 28 octobre 1787) est un écrivain et collecteur de contes allemand.

## Biographie
Il étudie la théologie à l'Université d'Iéna et serait devenu pasteur d'une paroisse si des paysans ne s'y étaient opposés, objectant qu'on avait su qu'il dansait.

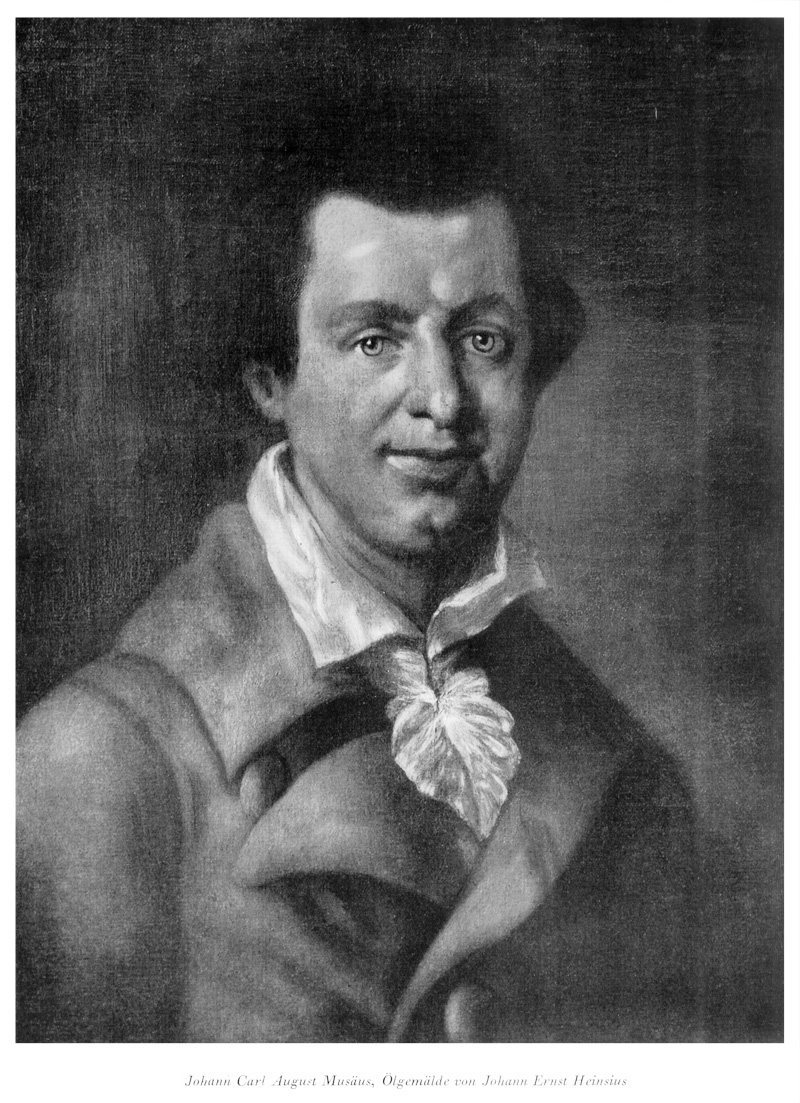
Johann Karl August Musäus.

À partir de 1760-62, Musäus publie, en trois volumes, sa première œuvre, Grandison der Zweite, qui sera par la suite revue (en 1781-82) et éditée sous un nouveau titre, Der deutsche Grandison. Le livre vise à donner une version satirique du héros de Samuel Richardson, qui possède de nombreux admirateurs sentimentaux dans le Saint-Empire romain germanique.
En 1763, Musäus est fait Pagenhofmeister (« Maître de cour des pages ») à Weimar et, en 1769, il devient professeur au Gymnasium de Weimar. Son deuxième livre, Physiognomische Reisen, ne paraît pas avant 1778-79 ; l'ouvrage s'oppose à Lavater et l'attention qu'il suscite est très favorable. En 1782-86, il publie son meilleur ouvrage, Volksmärchen der Deutschen, un recueil de contes allemands qui servira de base au livret du ballet Le Lac des cygnes de Piotr Ilitch Tchaïkovski. Une des nouvelles de ce recueil (Stumme Liebe) est traduite en 1812 en français par  Jean-Baptiste Benoît Eyriès (sous le titre de L'Amour muet), dans son recueil Fantasmagoriana, qui servira notamment de source d'inspiration à Mary Shelley pour Frankenstein. Même dans cette série d'histoires, dont Musäus puise la substance dans les récits populaires, il ne peut réfréner son goût pour la satire et, de ce fait, la simplicité du vrai folklore leur fait défaut. En 1785 sort Freund Heins Erscheinungen in Holbeins Manier de Johann Rudolph Schellenberg, qui comporte des explications en prose et en vers de Musäus. Un recueil d'histoires intitulé Straussfedern, dont un volume paraît en 1787, restera inachevé, en raison de la mort de Musäus, survenue à Weimar en 1787.
Les Volksmärchen ont fréquemment été réédités dans leur langue d'origine (Düsseldorf, 1903, etc.). Ils ont été traduits en français en 1844, et trois des histoires figurent dans German Romance de Thomas Carlyle (1827). Les Nachgelassene Schriften de Musäus seront publiés en 1791 par August von Kotzebue, son neveu.
Il est membre des Illuminés de Bavière sous le nom de Priscillian.

## Source
- (en) Cet article est partiellement ou en totalité issu de l’article de Wikipédia en anglais intitulé « Johann Karl August Musäus » (voir la liste des auteurs).